# Педро Соле
Педро Соле (на испански: Pedro Solé) е испански футболист, полузащитник.

## Кариера
Преминава през отборите на Сант Андреу, Еспаньол, Реал Мурсия и Алкояно. Има 4 мача за националния отбор на Испания. Участник на Световното първенство през 1934 г.